# 주안 캅데빌라
주안 캅데빌라 이 멘데스(카탈루냐어: Joan Capdevila i Méndez, 카탈루냐어 발음: [ʒuˈaŋ kədːəˈβilə], 1978년 2월 3일~)는 스페인의 축구인으로 현역 시절 왼쪽 풀백으로 활동했다. 라리가에서 15시즌 이상 활동하면서 총 410경기에 출전해 36득점을 기록했고 주로 데포르티보 라코루냐와 비야레알 CF에서 선수 경력을 쌓았다. 스페인 외에 포르투갈, 인도, 벨기에, 안도라에서도 활동했으며 대한민국에서는 이름 'Joan'에 스페인어 표기법을 적용한 호안 캅데빌라, 성 'Capdevila'를 로마자 그대로 읽은 주안 카프데빌라, 두 이름이 섞인 호안 카프데빌라로도 알려져 있다.
캅데빌라는 2000년 스페인 U-23 축구 국가대표팀에 합류해 2000년 하계 올림픽에서 은메달을 획득했다. 그는 2002년 스페인 축구 국가대표팀에 데뷔했고 UEFA 유로 2008, 2010년 FIFA 월드컵 우승을 달성했다. 그는 스페인 국가대표팀에서 총 60경기에 출전했고 스페인 외에 카탈루냐 축구 국가대표팀에서도 활동했다.

## 구단 경력
RCD 에스파뇰 유스 출신인 1998-99 시즌 카탈루냐에서 벌어진 아틀레틱 빌바오와의 경기에서 데뷔전을 치렀으며, 그 다음 시즌에 그는 아틀레티코 마드리드로 이적하였다.
아틀레티코 마드리드가 강등된 이후, 그는 2000년 여름에 갈리시아의 데포르티보 라 코루냐와 계약을 맺었고, 팀의 왼쪽 수비수로서 주전을 꿰차는 데 성공하며, 엔리케 로메로와 첫 대결을 펼치기도 하였다.
그는 2007-08 시즌, 비야레알 CF에 합류하였다. 그는 측면에서 주전 선수로 활약하며, 두 경기를 제외한 모든 리그 경기를 뛰었다. 그의 이 같은 활약에 힘입어 그의 소속팀 비야레알 CF은 UEFA 챔피언스리그 직행 티켓을 획득하였다.
2011년 그는 여름이적시장에서 SL 벤피카로 이적하였다

## 국가대표팀 경력
2002년 10월 16일, 스페인 대 파라과이전에서 처음으로 국제 경기에 출장하였으며, 2007년 11월 17일에는 스페인이 스웨덴에게 3-0으로 완승한 경기에서 캅데빌라는 국가대표팀에서의 자신의 첫 골을 넣었다.
또, 다음 해인 2008년 2월 6일, 캅데빌라는 말라가에서 벌어진 프랑스와의 친선 경기에서 결승골을 기록하며 인상적인 활약을 펼쳤고, 그 해 6월에 펼쳐진 유로 2008에서는 스페인 축구 국가대표팀의 일원으로 활약하였다.

## 수상 내역
데포르티보
- 코파 델 레이 : 2001-02
- 수페르코파 데 에스파냐 : 2000, 2002

 벤피카
- 2011-12 타카 다 리가 우승

 스페인
- 2000년 하계 올림픽 은메달
- UEFA 유로 2008 우승
- 2009년 FIFA 컨페더레이션스컵 3위
- 2010년 FIFA 월드컵 우승

개인
- 2009년 FIFA 컨페더레이션스컵 베스트 일레븐

1. ↑  “How to pronounce Joan Capdevila”. 《forvo》 (영어). 2023년 11월 9일에 확인함.
2. ↑  “Los goles de Capdevila garantizan las victorias del Villarreal”. 《엘 에코노미스타》 (스페인어). 2009년 12월 7일. 2023년 11월 9일에 확인함.